# Кодекс Фриера
Кодекс Фриера (лат. Codex Freerianus, также называемая Вашингтонской рукописью с Посланиями Павла, условное обозначение Ip или 016 H3) — одна из древнейших рукописей Нового Завета на греческом языке, датируемая началом VI века. Кодекс состоит с 84 листов.

## Особенности рукописи
Кодекс Фриера написан на пергаменте; размер листа — 25 на 20 см. Текст на листе расположен в одну колонку. Греческий текст стихометрически разбит на строки разной длины, в соответствии с колометрическим изданием Посланий подготовленным Евфалием. 
Рукопись репрезентирует александрийский тип текста. Текст рукописи отнесен к II категории Аланда.

## Состав
Кодекс Фриера содержит Послания Павла; первоначально насчитывал около 210 листов, из которых только 84 дошло до наших дней во фрагментах. Послание к Римлянам потеряно целиком. Послание к Евреям следует за 2 Фес. 

## История
Палеографически кодекс, датируется V или VI веком. 
Сегодня находится в музее Фриера в Смитсоновском институте (Art 06.275) в Вашингтоне. 